# Cecilienschule (Berlin)
Die Cecilienschule ist eine Grundschule und Ganztagsschule im Berliner Ortsteil Wilmersdorf im Bezirk Charlottenburg-Wilmersdorf.

## Geschichte
Die Cecilienschule geht auf eine seit 1905 bestehende Höhere Mädchenschule zurück. Diese hatte ihren Namen von der Herzogin Cecilie zu Mecklenburg, der Verlobten von Wilhelm von Preußen, dem ältesten Sohn des Deutschen Kaisers Wilhelm II., erhalten. Das heutige Schulgebäude am Nikolsburger Platz wurde 1909 bezogen. Die Kronprinzessin Cecilie weihte die II. Höhere Mädchenschule persönlich ein und schenkte der Schule eine wertvolle Bibel, die allerdings nach Kriegsende 1945 nicht mehr gefunden wurde.
An der Cecilienschule legten Barbara von Renthe-Fink (1901–1983), Ärztin und Senatsdirektorin und 1928 Lotte Kaliski (1908–1995), die Gründerin der Privaten Waldschule Kaliski, ihre Reifeprüfung ab.
Seit dem 29. August 2003 ist die Cecilienschule als „gebundene“ Ganztagsschule eingerichtet, von Montag bis Donnerstag ist die Teilnahme am Unterricht bis 16.00 Uhr verpflichtend, freitags kann die Schule nach dem Mittagessen verlassen werden. Für die unterschiedlichen Altersklassen werden mehrere Arbeitsgemeinschaften angeboten. In den Klassen arbeiten Lehrer und Erzieher zusammen. Je nach Erfordernis können Klassen auch für unterschiedliche Aktivitäten geteilt werden. Insgesamt werden rund 360 Schüler (Stand: Oktober 2009) betreut. Die Klassenstärke variiert zwischen 18 und 26 Kindern. Die Schulleitung wird durch einen gemeinnützigen Förderverein unterstützt, der ergänzende Aktivitäten organisiert und Anschaffungen finanziert.